# Režiser
Režiser je oseba, ki odgovarja za umetniško podobo in nadzira tehnološko izdelavo filma ali uprizoritev gledališkega dela.
Naloge filmskega režiserja so:
- določitev celotnega umetniškega vidika filma,
- nadzor nad vsebino in scenarijem filma,
- gibalno in dramsko vodi igralce,
- izbira prostora, kjer bo film posnet,
- določi tehnične podrobnosti (položaj kamere, izrez ...),
- sodelovanje s skladateljem, ki izdela glasbo za film,
- vse druge dejavnosti, ki kažejo umetniški vpliv filmskega režiserja na film.

Režiser ima lahko večji vpliv, če hkrati opravlja vlogo producenta. Koliko pooblastil ima, pa je odvisno tudi od tega, za kakšno produkcijo gre (evropsko, ameriško; neodvisno, studijsko).